# August Rippel-Baldes
August Rippel-Baldes (* 1. November 1888 in Birkenfeld; † 25. September 1970 in Göttingen) war ein deutscher Mikrobiologe.

## Leben
Rippel war Sohn eines Kaufmanns und studierte ab 1907 Naturwissenschaften in Göttingen, München und Marburg, wo er 1913 im Fach Botanik mit einer Dissertation über die Wasserbahnen in Laubblättern zum Dr. phil. promoviert wurde. Anschließend ging er als Assistent an die Landwirtschaftliche Versuchsanstalt Augustenberg (Baden). Hier beschäftigte er sich mit agrikulturchemischen Themen und betätigte sich erfolgreich als Rebenzüchter.
In München wurde er 1907 Mitglied der Burschenschaft Cimbria.
Seit 1917 arbeitete Rippel am Institut für Agrikulturchemie und Bakteriologie der Universität Breslau. 1919 habilitierte er sich dort mit einer Untersuchung über den Einfluss der Bodentrockenheit auf den anatomischen Bau der Pflanzen. 1923 folgte er einem Ruf als ordentlicher Professor an die Universität Göttingen. Als Nachfolger von Alfred Koch wurde er Direktor des Landwirtschaftlich-Bakteriologischen Instituts, das er 1935 in Institut für Mikrobiologie umbenannte. Hier wirkte er bis zu seiner Emeritierung im Jahre 1958. 
In der Zeit des Nationalsozialismus unterzeichnete er am 11. November 1933 das Bekenntnis der deutschen Professoren zu Adolf Hitler.

## Forschungsleistungen
Als Lehrstuhlinhaber an der Universität Göttingen hat Rippel die Entwicklung der Mikrobiologie zu einer eigenständigen wissenschaftlichen Disziplin maßgebend mitgestaltet. Das spiegelt sich auch in seinen Forschungsarbeiten wider. Nachdem er zunächst die von seinem Amtsvorgänger Alfred Koch begonnenen agrikulturbakteriologische Untersuchungen zur Stickstoffumsetzung in Böden weiterführte, erweiterte er alsbald die Forschungsthematik  auch auf andere Bereiche seines Fachgebietes. Er bearbeitete an seinem Institut u. a. Fragen zur Morphologie, Systematik und Physiologie der Mikroorganismen, untersuchte Energiebilanzen verschiedener Stoffwechseltypen und die Lebensnotwendigkeit von Spurenelementen für Bodenbakterien. Ein Forschungsschwerpunkt war die Weiterentwicklung chemisch-bakteriologischer Untersuchungsmethoden.
Rippel ist Autor mehrerer Fachbücher. Sein bedeutendstes Werk ist das Lehrbuch Grundriß der Mikrobiologie, das erstmals 1947 erschien und von dem 1952 und 1955 neubearbeitete Auflagen folgten. Gemeinsam mit Johannes Behrens gründete Rippel 1930 das Archiv für Mikrobiologie, das er fast 40 Jahre lang als Schriftleiter betreut und herausgegeben hat. Seit 1939 war er Mitglied der Akademie der Wissenschaften zu Göttingen. Die Universität Gießen verlieh ihm 1957 die Würde eines Ehrendoktors.
Um die Verwechslung mit einem Mikrobiologen gleichen Namens auszuschalten, hat August Rippel seinen Familiennamen ergänzt und den Geburtsnamen seiner Mutter angefügt. Während der letzten Jahrzehnte seines Lebens nannte er sich "Rippel-Baldes".

## Hauptwerke
- Wachstumsgesetze bei höheren und niederen Pflanzen. Datterer, Freising 1925 (= Naturwissenschaft und Landwirtschaft. Heft 3).
- Vorlesungen über theoretische Mikrobiologie. Springer, Berlin 1927.
- Vorlesungen über Boden-Mikrobiologie. Springer, Berlin 1933.
- Grundriß der Mikrobiologie. Springer Berlin 1947; 2. Auflage 1952; 3. Auflage 1955.